# IC 1262
IC 1262 је елиптична галаксија у сазвјежђу Херкул која се налази на листи објеката дубоког неба у Индекс каталогу.
Деклинација објекта је + 43° 45' 35" а ректасцензија 17h 33m 2,0s. Привидна величина (магнитуда) објекта IC 1262 износи 13,7 а фотографска магнитуда 14,7. IC 1262 је још познат и под ознакама UGC 10900, MCG 7-36-20, CGCG 226-25, PGC 60479.